# Успенский (Краснодарский край)
Успенский — хутор в Успенском районе Краснодарского края. Входит в состав муниципального образования «Успенское сельское поселение».

## Население
| 2002 | 2010 |
| ---- | ---- |
| 59   | ↘32  |